# Nova Star
Il Nova Star è un traghetto appartenente alla compagnia di navigazione polacca Polferries.

## Servizio
Varato l'8 ottobre 2009 nel cantiere navale Singapore Technologies Marine Shipyard di Singapore con il nome di Norman Leader, doveva essere consegnato nel 2011 alla LD Lines ed impiegato nella Manica, ma, a causa di una serie di ritardi da parte del cantiere, la compagnia ne annulla l'ordine. Terminato il traghetto nel 2011, viene acquisito dal cantiere navale e messo in vendita.
Nel febbraio del 2014 viene noleggiato alla Nova Star Cruises e, ribattezzato Nova Star, salpa il 18 marzo per il Canada. Il 1º maggio prende servizio nei collegamenti tra Portland e Yarmouth.

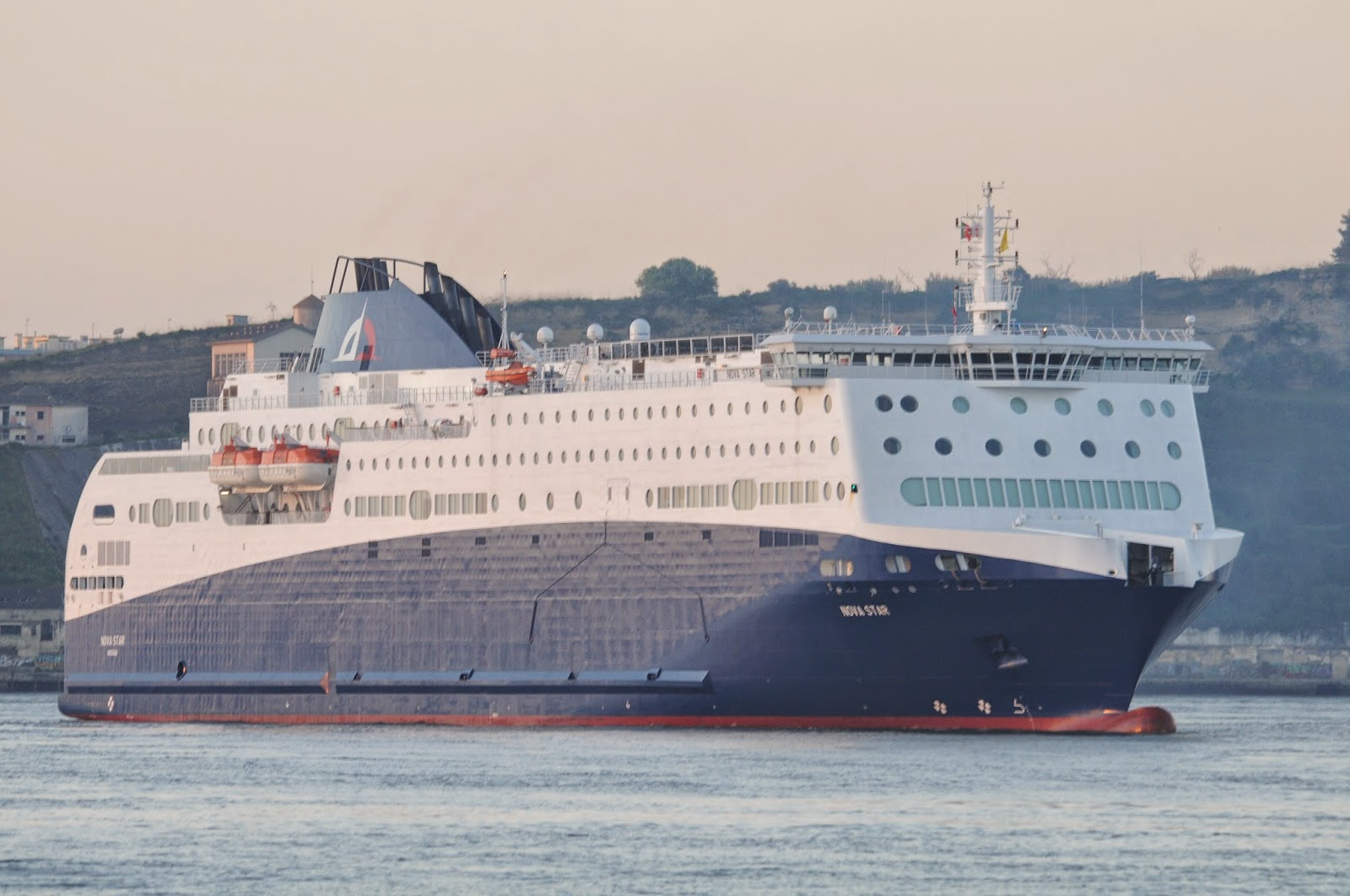
Il Nova Star in navigazione.

Nell'ottobre del 2015, a causa di alcuni mancanti pagamenti della compagnia armatrice, viene requisito dalle autorità statunitensi e disarmato nel Maine.
Il 23 dicembre 2015 viene trasferito a Freeport.
Nel febbraio del 2016 viene noleggiato alla Inter Shipping, prendendo servizio a marzo nei collegamenti tra Algeciras e Tangeri Med.
Termiato il noleggio, nel 2017 viene disarmato ad Algeciras.
Nel febbraio del 2018 viene noleggiato a scafo nudo alla Polferries per 18 mesi ed il 14 settembre successivo prende servizio nei collegamenti tra Danzica e Nynäshamn, dove opera tutt'oggi.

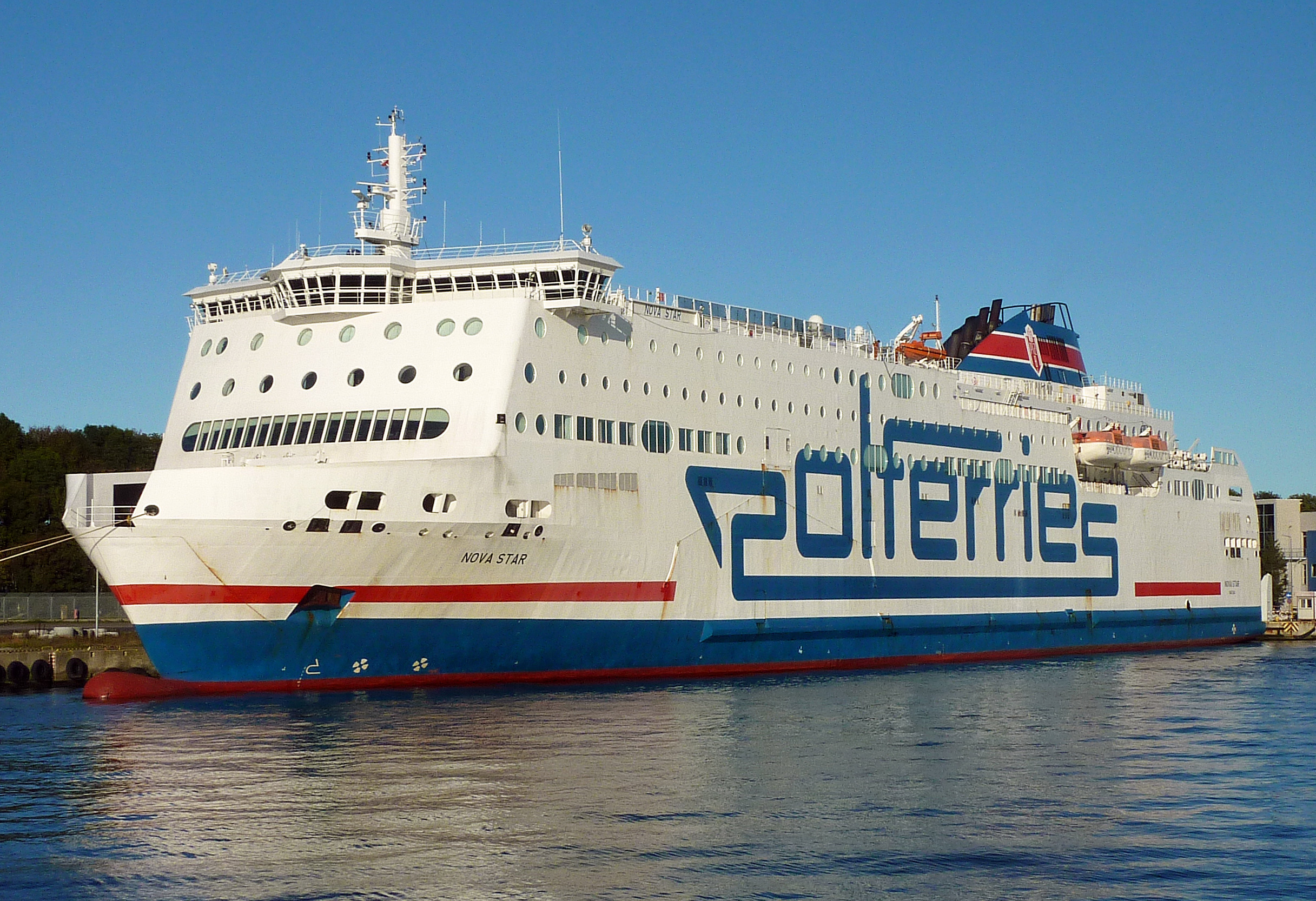
Il Nova Star ormeggiato a Danzica nel 2022.

L'11 ottobre 2019 viene venduto a titolo definitivo alla Polferries.